# Fritz Sarasin

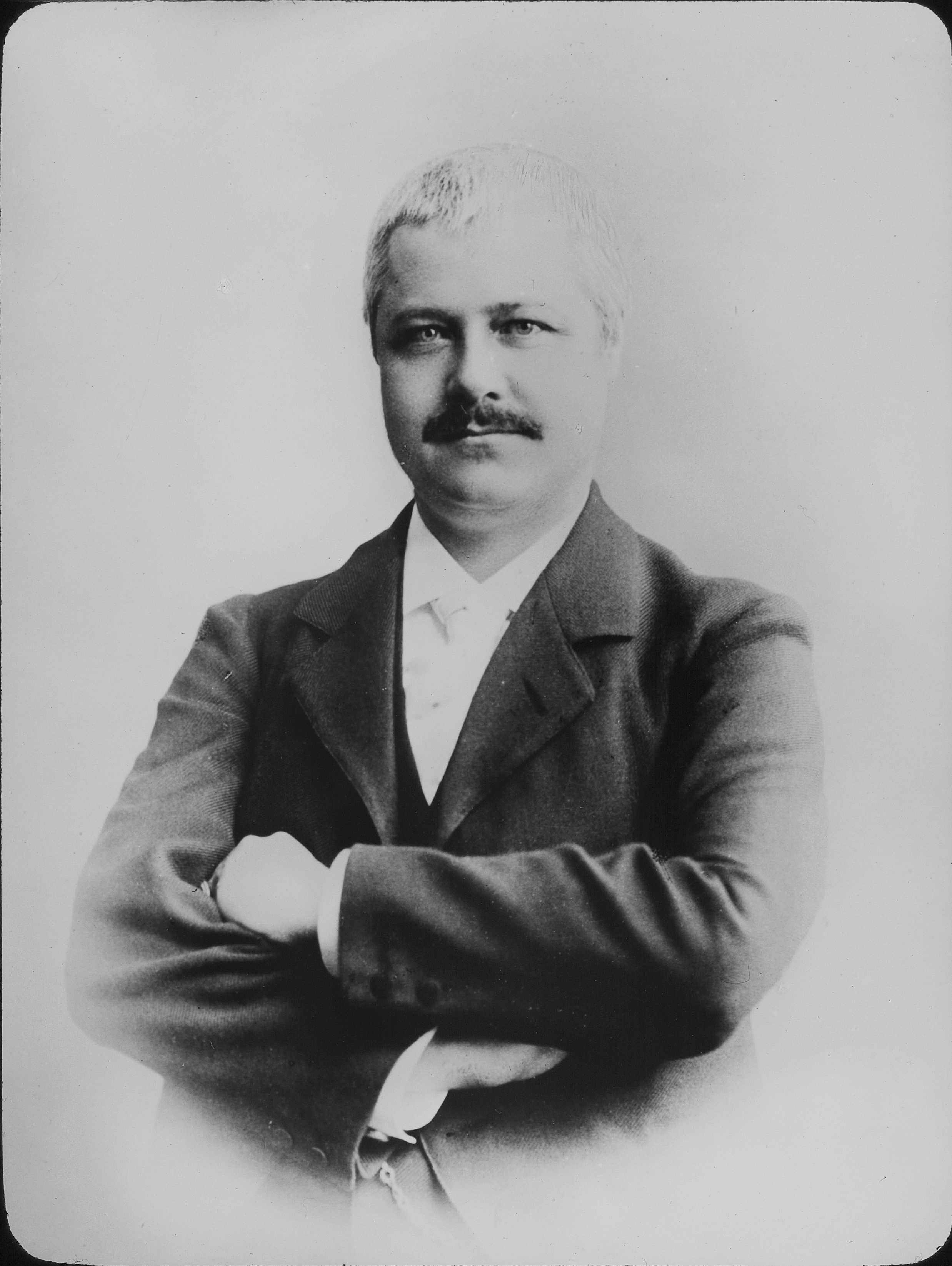
Fritz Sarasin

Karl Friedrich „Fritz“ Sarasin (* 3. Dezember 1859 in Basel; † 23. März 1942 in Lugano) war ein Schweizer Naturforscher und Völkerkundler.

## Biografie

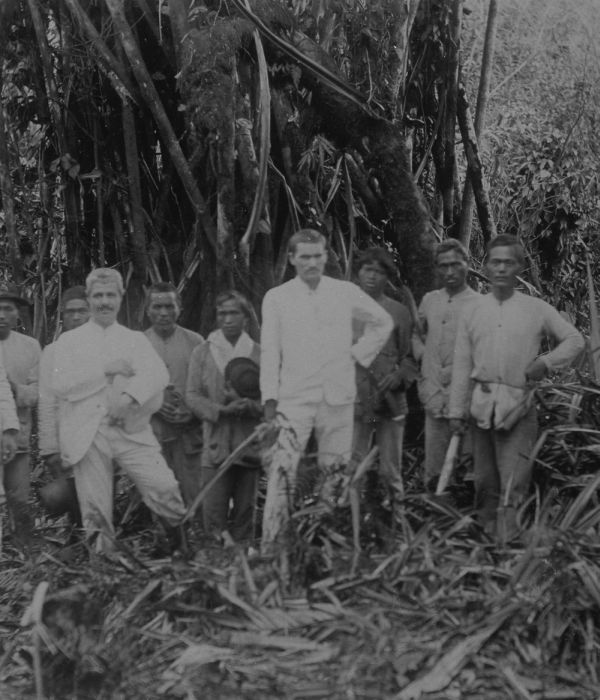
Fritz und Paul Sarasin während ihrer Expedition nach Celebes

Friedrich „Fritz“ Sarasin wuchs als Sohn des Baumwollfabrikanten und Politikers Felix Sarasin (1797–1862) und der Rosalia Brunner (1826–1908) im Basler Daig auf. Seine Schwester Clara Amalia Sarasin (1853–1937) heiratete den Architekt Eduard Vischer.
Sarasin studierte 1878 in Genf beim Naturforscher Carl Vogt. Nach einem Semester wechselte er an die Universität Basel, wo er den drei Jahre älteren Paul Sarasin kennen lernte. Sie hatten den gemeinsamen Urgrossvater Jakob Sarasin, somit waren sie Vettern zweiten Grades. Ein Neffe von Fritz Sarasin war Carl Emanuel Burckhardt.
Aus dieser Begegnung entstand eine lebenslange Liebesbeziehung, die sie selbst als Nachkommen der mächtigsten Familien der Stadt Basel nicht leben konnten. So zogen sie gemeinsam nach Würzburg, wo sie bei dem Naturforscher und Zoologen Karl Semper in Zoologie promovierten.

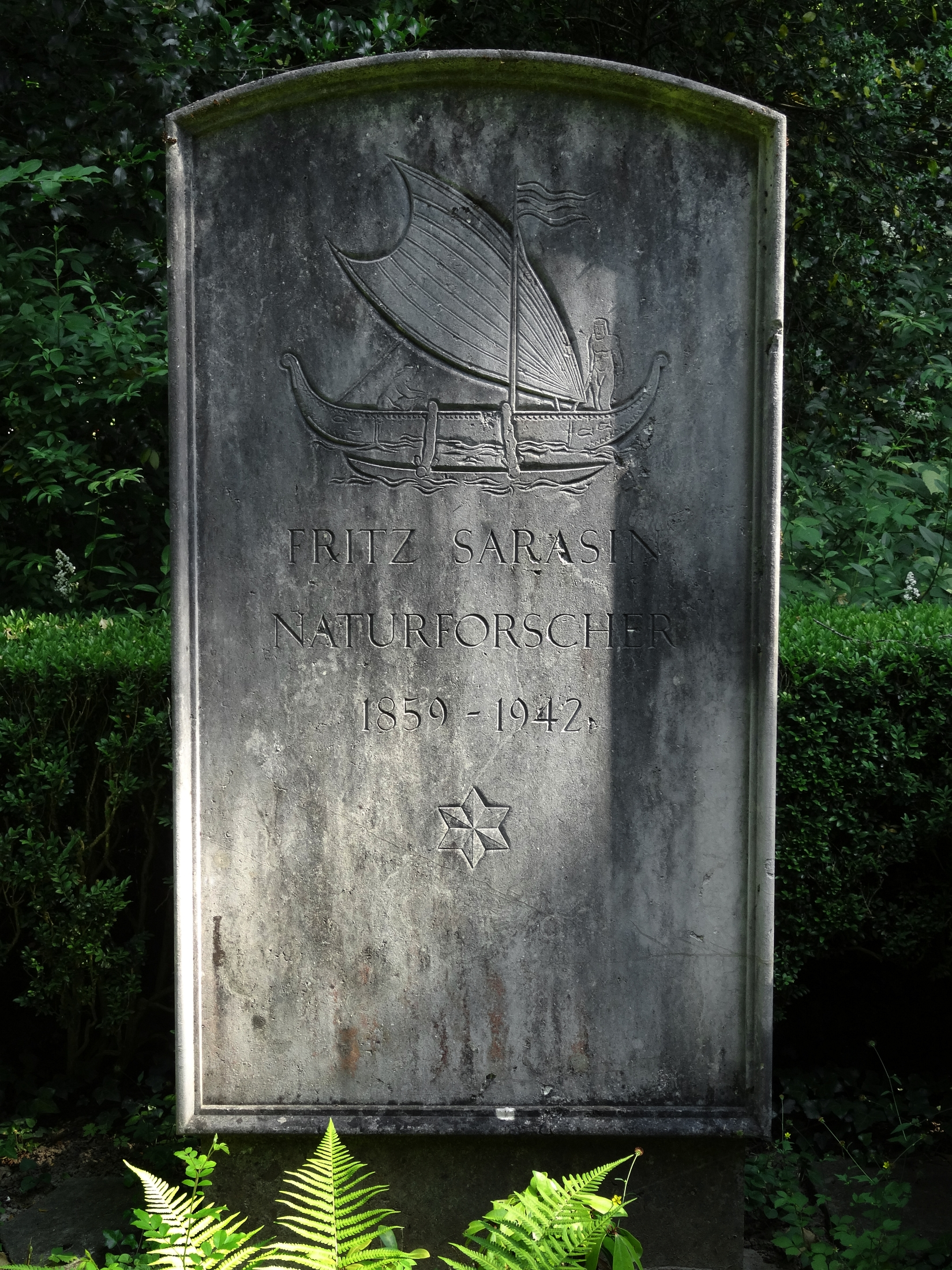
Grab, Friedhof am Hörnli

Von 1883 bis 1886 begaben sich Fritz und Paul Sarasin auf eine Reise nach Britisch-Ceylon, um zoologische und anthropologische Feldforschung zu treiben. Sie interessierten sich vor allem für die evolutionäre Abstammung des Menschen, die sie anhand der Volksgruppe der Weddas auf Ceylon und später der Volksgruppe der Toala auf Celebes erforschten. Der erhebliche Teil der Feldforschung beschränkte sich auf das Sammeln von menschlichen Schädeln. Regelmässig schickten sie ihre Funde an das Naturhistorische Museum Basel, was Ludwig Rütimeyer sehr schätzte.
In den folgenden sechs Jahren lebten sie in Berlin und werteten das gesammelte Material aus der Expeditionen aus. Gefördert wurden sie durch die dortige Gesellschaft für Erdkunde unter Ferdinand von Richthofen und die Anthropologisch-Ethnologische Gesellschaft unter Rudolf Virchow. 1889 reisten sie mit Leopold Rütimeyer zu ethnologischen Forschungen nach Ägypten und in den Sinai. 1890 reisten sie ein zweites Mal nach Britisch-Ceylon, um anthropologische Fotografien zu machen.
1896 kehrten sich nach Basel zurück und setzten ihre gemeinsame Lebens- und Arbeitsgemeinschaft fort. Im Patrizierhaus Faeschhaus, an der Spitalstrasse 22, hatten sie auf drei Etagen genügend Platz für ihre umfangreichen Sammelbestände. Ihr Haus wurde bald der Mittelpunkt des naturwissenschaftlichen Lebens der Schweiz. Beide stiegen zu den einflussreichsten Naturwissenschaftlern der Schweiz auf; ausgezeichnet mit Ehrendoktorwürden der Universität Basel und Genf sowie höchsten wissenschaftlichen Auszeichnungen aus Deutschland und den Niederlanden. Zu den wichtigsten wissenschaftlichen Auszeichnungen der beiden gehörten u. a. die Carl-Ritter-Medaille der Berliner Gesellschaft für Erdkunde. Dank ihres Reichtums konnten sie grosse wissenschaftliche Werke publizieren, die wiederum ihr Renommee als Naturwissenschaftler erweiterten.
Im Jahr 1891 wurde Fritz Sarasin zum Mitglied der Leopoldina gewählt. Er war der erste Präsident der 1923 gegründeten Geographisch-Ethnologischen Gesellschaft Basel. Dieser gehörten auch Hugo Hassinger und Felix Speiser-Merian (1880–1949) an. Sie hatten die Gründungsversammlung am 17. Dezember 1923 einberufen. Speiser trat als Neffe von Paul Sarasin in dessen Fussstapfen. Zudem war Fritz Sarasin Präsident der Naturforschenden Gesellschaft der Schweiz, heute Akademie der Naturwissenschaften Schweiz.
Von 1893 bis 1896 und von 1902 bis 1903 reisten die beiden Sarasins zu weiteren Forschungen nach Celebes (heute Sulawesi). Celebes gehörte damals zum Kolonialreich der Niederlande. Die Forschungsreise beeinflusste die darauffolgende militärische Invasion des Inneren dieser Insel durch die Niederländer im Jahre 1905.
Fritz und Paul Sarasin gründeten das Basler Völkerkundemuseum, heute Museum der Kulturen, und führten in den späten 1890er Jahren das Naturhistorische Museum Basel. Fritz Sarasin leitete auch den Zoologischen Garten. In den 1880er Jahren schenkten Fritz und Paul Sarasin dem Zoo Basel eine junge Elefantenkuh aus Ceylon, die als Miss Kumbuk berühmt wurde.
Fritz Sarasin fand seine letzte Ruhestätte auf dem Friedhof am Hörnli.

## Schriften (Auswahl)
- mit Paul Sarasin: Ergebnisse naturwissenschaftlicher Forschungen auf Ceylon. Die Weddas von Ceylon und die sie umgebenden Völkerschaften. Ein Versuch, die in der Phylogenie des Menschen ruhenden Räthsel der Lösung näher zu bringen. 2 Bände. Text- u. Tafelband (Atlas). Kreidel, Wiesbaden 1892–1893 (Text- und Tafelband).
- mit Paul Sarasin: Reisen in Celebes. Ausgeführt in den Jahren 1893–1896 und 1902–1903. 2 Bände. Kreidel, Wiesbaden 1905 (Band 1 und 2).
- Neu-Caledonien und die Loyalty-Inseln. Reise-Erinnerungen eines Naturforschers. Georg, Basel 1917.
- mit Jean Roux: Nova Caledonia. Forschungen in Neu-Caledonien und auf den Loyalty-Inseln. Recherches scientifiques en Nouvelle-Caledonie et aux Iles Loyalty. Redigiert von Hans Schinz und A. Guillaumin. Reihe A: Zoologie. 4 Bände. Reihe B: Botanik. 1 Band. Kreidel, Wiesbaden/Berlin 1913–1926.
- Reisen und Forschungen in Ceylon in den Jahren 1883–1886, 1890, 1902, 1907 und 1925. Mit Fototafeln und einer Karte. Helbig und Lichtenhahn, Basel 1939.
- Aus den Tropen. Reiserinnerungen aus Ceylon, Celebes und Neu-Caledonien. 8 Vorträge. Helbing & Lichtenhahn, Basel 1931.
- Aus einem glücklichen Leben. Biographische Notizen. Frobenius, Basel 1941.

## Auszeichnungen und Preise (Auswahl)
- 1896: Carl-Ritter-Medaille